# 辽宁职业学院
辽宁职业学院是一座位於中國辽宁省铁岭市的全日制高等职业学校，成立于1956年，原名是辽宁省蚕业学校；1980年从凤城搬迁到铁岭，更名为辽宁省铁岭农业学校；1994年被教育部评为国家级重点中等专业学校；2003年1月升为铁岭农业职业技术学院；2005年与辽宁省农业机械化学校合并，2006年10月更名为辽宁职业学院。学院占地3678亩，建筑面积16万平方米，图书馆藏书60万册，在校生6700人。